# Ormiscodes caxambua
Ormiscodes caxambua är en fjärilsart som beskrevs av William Schaus 1921. Ormiscodes caxambua ingår i släktet Ormiscodes och familjen påfågelsspinnare. Inga underarter finns listade i Catalogue of Life.